# Aconogonon cathayanum
Aconogonon cathayanum är en slideväxtart som först beskrevs av A.J.Li, och fick sitt nu gällande namn av Boufford & H.Sun. Aconogonon cathayanum ingår i släktet sliden, och familjen slideväxter. Inga underarter finns listade i Catalogue of Life.